# Młodszy aspirant Policji
Młodszy aspirant Policji (mł. asp.) – najniższy stopień aspirancki w Policji. Niższym stopniem jest sierżant sztabowy, a wyższym aspirant. Na stopień ten mianuje komendant wojewódzki Policji. Nadanie wyższego stopnia nie może nastąpić wcześniej niż po przesłużeniu w stopniu młodszego aspiranta 2 lat. Odpowiednik wojskowego stopnia młodszego chorążego oraz młodszego aspiranta w Państwowej Straży Pożarnej.
Uzyskanie stopnia młodszego aspiranta wiąże się z uzyskaniem minimum czwartej grupy zaszeregowania. Stopień taki może uzyskać policjant m.in. na stanowisku: dzielnicowego, kontrolera ruchu drogowego, przewodnika psa, asystenta komórki dochodzeniowo-śledczej, lub detektywa komórki kryminalnej. W korpusie aspirantów może być kierownik posterunku, naczelnik wydziału, a nawet komendant komisariatu.